# Dungeon Hack
Dungeon Hack ist ein 1993 für MS-DOS veröffentlichtes Computer-Rollenspiel, das von DreamForge Intertainment entwickelt und von SSI veröffentlicht wurde. Es handelt sich um die letzte Verwertung der AESOP/16-Engine aus Eye of the Beholder 3: Assault on Myth Drannor und besitzt ein grafisch nachgebautes, Rogue-ähnliches Spielprinzip mit zahlreichen zufallsgenerierten Inhalten.

## Spielprinzip
Dungeon Hack besaß mit Ausnahme der Information, dass die Spielfigur am Ende eines Dungeons ein Artefakt finden soll, keinerlei Handlung. Stattdessen war es eine Übertragung des bekannten Rogue-ähnliches Spielprinzips aus den Anfängen der Computerrollenspielzeit (Rogue, Hack, NetHack) in ein grafisches Gerüst, unter Nutzung aller schon bekannter Elemente der Eye-of-the-Beholder-Spiele. Als grafisches Grundgerüst wurde die von SSI für Eye of the Beholder 3: Assault on Myth Drannor entwickelte AESOP/16-Engine verwendet.
Zu Beginn erstellt der Spieler einen Charakter gemäß der Vorgaben und Möglichkeiten von Advanced Dungeons & Dragons. Erstmals waren in einem AD&D-Computerspiel alle sieben Charakterklassen (Barde, Kleriker, Kämpfer, Magier, Dieb, Paladin, Waldläufer) umgesetzt, inklusive mehrklassiger Figuren, jedoch ohne die davon abweichende Dualclass für menschliche Charaktere. Weiterhin konnte der Spieler Geschlecht, Rasse und Gesinnung bestimmen. Die Spielfigur wird bereits zu Beginn mindestens auf die 3. Charakterstufe aufgewertet. Eine Besonderheit ist, dass der Spieler im Anschluss mit Hilfe einer Zahl an Schieberegler die Gestaltung und den Schwierigkeitsgrad des Levels beeinflussen kann. Der zu erforschende Dungeon besteht aus zehn bis 25 Leveln. Ein besonderer Schwierigkeitsgrad, der „Character Death Real“ vernichtete beim Ableben des Spielercharakters sämtliche Spielstände und sorgte somit für das permanente Ableben der Figur.
Das Spielgeschehen wird aus der Egoperspektive präsentiert und findet in Echtzeit statt. Der Hauptbestandteil des Spiels besteht aus der Suche nach der Abstiegsmöglichkeit in die tieferen Regionen des Dungeons. Dabei gilt es hauptsächlich Monster zu bekämpfen. Dialoge und thematische Quests sind nicht vorhanden, Rätsel beschränken sich auf das Finden von Schlüsseln, Schaltern und per Illusion versteckter Zugänge. Für einen höheren Schwierigkeitsgrad können Puzzles über mehrere Ebenen hinweg aktiviert werden, was bedeutet, dass etwa der passende Schlüssel auf einem anderen Level geborgen werden muss. Daneben gibt es zufallsgenerierte Schätze und Hilfsgegenstände wie Nahrung, die zum Wiederauffrischen der Lebensenergie benötigt wird, zu entdecken. Der Generator berücksichtigt dabei die Wahl der Spielfigur, um passende Gegenstände zu platzieren. Das Spiel besitzt ein Mapping-System, das automatisch die erkundeten Bereiche inklusiver der Standorte von Monstern und Illusionswänden dokumentiert. In der linken unteren Bildschirmecke wird eine kleine Automap angezeigt, die durch Klick in eine große Ansicht wechselt. Auf Wunsch kann die Karte ausgedruckt werden. Durch die Beibehaltung der Engine und der implementierten Regelwerksumsetzung wurden auch die Eigenheiten von Eye of the Beholder übernommen, etwa die nicht vorhandene Möglichkeit, mit angelegter Rüstung zaubern zu können. Diese musste weiterhin erst umständlich über das Point&Click-Interface ab- und anschließend wieder angelegt werden.

## Rezeption
Für das US-amerikanische Computerspielmagazin Computer Gaming World kam die Testerin zu einem positiven Ergebnis. Sie lobte das Spiel für sein schnelles, einfach zugängliches Spielprinzip, als Gegenpol zu den handlungsbetonten Rollenspielen. Positiv hob sie die vielen Gestaltungsmöglichkeiten des Spielers bei der Dungeonerstellung hervor. Sie lobte die charakterbezogenen Zufallsroutinen, kritisierte jedoch, dass die Ergebnisse der Zufallsgenerierung im Detail häufig nicht ausreichend seien. Auch sei bei der höchsten Anzahl an Dungeonlevels das Spielprinzip ohne Handlung auf Dauer zu repetitiv.

“If random creatures and meaningless hallways are your thing, you'll love Dungeon Hack -- the rest of us like at least a little story to justify our monster butchery.”

„Wenn zufällige Kreaturen und bedeutungslose Gänge euer Ding sind, werdet ihr Dungeon Hack lieben – der Rest von uns würde zumindest ein kleines bisschen Handlung zur Begründung des Monsterabschlachtens begrüßen.“

“In spite of its minor flaws, Dungeon Hack managed to be an enjoyable and addictive little hack-and-slasher.”

„Trotz seiner kleineren Probleme war Dungeon Hack ein unterhaltsamer und süchtig machender kleiner Hack-and-Slasher.“

“SSI had tried something similar with its Dungeon Hack game and editor back in 1993, which tried to marry the venerable old mainframe classic with its Eye of the Beholder engine. Again, one has to wonder why so many developers seem to miss the point that it's precisely the lack of distracting graphics and complex interfaces that make the classic Rogue games so novel and playable.”

„SSI versuchten bereits 1993 etwas ähnliches [Anm.: wie Diablo] mit ihrem Spiel Dungeon Hack und dem dazugehörigen Editor, das versuchte den altehrwürdigen Mainframe-Klassiker [Rogue] mit der eigenen Eye-of-the-Beholder-Engine zu vermählen. Wieder einmal kann man sich nur wundern, warum soviele Entwickler nicht zu verstehen scheinen, dass gerade das Fehlen der ablenkenden Grafiken und komplexen Benutzeroberflächen das klassische Rogue so originell und zugänglich machen.“